# Guglielmo VIII di Aquitania
Guglielmo d'Aquitania, detto anche Guglielmo VI di Poitiers o Guido Goffredo di Guascogna (1025 – Chizé, 25 settembre 1086), fu duca di Guascogna dal 1052 alla sua morte e duca d'Aquitania e conte di Poitiers dal 1058 alla sua morte.

## Origine
Secondo il Chronico Sancti Maxentii, battezzato col nome di Guido, era il figlio secondogenito del duca d'Aquitania e conte di Poitiers, Guglielmo Grande e della sua terza moglie Agnese di Borgogna (995-1067), che, secondo il monaco cluniacense e cronista medievale, Rodolfo il Glabro, era figlia del conte di Borgogna e duca di Borgogna Ottone I Guglielmo di Borgogna (962–1026) e della contessa di Mâcon, Ermentrude di Roucy (ca. 950– ca. 1003), figlia di Ragenoldo Conte de Roucy e, secondo il continuatore del cronista Flodoardo, di Alberada di Lotaringia, che a sua volta era figlia di Gerberga di Sassonia.

Guglielmo il Grande, secondo la Historiarum libri tres del monaco e storico francese, Ademaro di Chabannes, era il figlio primogenito del duca d'Aquitania e conte di Poitiers, Guglielmo Braccio di Ferro e della moglie Emma, figlia di Tebaldo I di Blois, conte di Blois, di Tours, di Chartres e di Châteaudun, e di Liutgarda, la figlia femmina secondogenita del conte di Vermandois, di Meaux, di Soissons e di Madrie e di Vexin, signore di Peronne, Senlis e San Quintino e, da poco, anche conte di Troyes, Erberto II (880 – 943) (discendente del Re d'Italia, Bernardo, nipote di Carlo Magno) e di Adele (ca. 895- ca. 931), l'unica figlia del marchese di Neustria e futuro re di Francia, Roberto I, e di Adele del Maine, come è indicato nelle Europäische Stammtafeln, vol II, cap. 10 (non consultate).
Sempre secondo il Chronico Sancti Maxentii, aveva un fratello gemello, battezzato Pietro

## Biografia
Secondo lo storico Szabolcs de Vajay, nel 1129, Guglielmo il Grande abdicò in favore di figlio primogenito, di primo letto, il suo fratellastro, Guglielmo il Grosso e, secondo il Chronico Sancti Maxentii si ritirò nell'abbazia di Maillezais, divenendo monaco, dove morì, il 31 gennaio 1030, lasciando i titoli a Guglielmo il Grosso, che divenne Guglielmo VI duca d'Aquitania e Guglielmo IV conte di Poitiers.
Sua madre, Agnese, rimasta vedova, il primo gennaio 1032, secondo lo storico francese, Alfred Richard, si risposò, in seconde nozze, col futuro conte d'Angiò, Goffredo II Martello I(1006-1067), figlio di Folco III Nerra (972-1040), lasciò l'Aquitania e si trasferì, coi figli, presso la corte d'Angiò, anche se la chiesa riteneva questo matrimonio incestuoso (come riporta lo storico francese, Alfred Richard, nel suo Les comtes de Poitou, tome I).
A seguito di questo avvenimento, mentre suo fratello, Pietro mutava il proprio nome in Guglielmo, Guido, aggiunse al proprio nome il nome Goffredo (in onore del patrigno), come ci conferma il documento n° 2855 del Recueil des Chartes de l'abbaye de Cluny Tome IV, inerente ad una donazione fatta, verso la fine del 1031, dalla madre Agnese, assieme ai due figli, già citati coi nuovi nomi.
Pietro-Guglielmo trascorse quindi la fanciullezza presso la corte d'Angiò.
Sempre in quell'anno, quando morì il duca di Guascogna e conte di Bordeaux, Sancho VI, senza eredi maschi, il 4 ottobre, il suo fratellastro, Oddone, che era il nipote di Sancho VI che era il fratello di sua madre Brisca, secondo la Historia monasterii S. Severi, tome II, gli succedette come Oddone II di Guascogna.
Nel dicembre 1038, alla morte di Guglielmo il Grosso, il fratellastro Oddone entrò in possesso anche dei titoli di duca d'Aquitania e conte di Poitiers, ma, dopo solo tre mesi, all'inizio del 1039, trovò la morte nella battaglia di Mauzé e, mentre, secondo lo storico francese Jean Jaurgain, nel suo La Vasconie, étude historique et critique, nei titolo di duca di Guascogna e conte di Bordeaux gli subentrò il nipote (figlio della sorellastra Adelaide di Aquitania) Bernardo II Tumapaler, suo fratello, Pietro-Guglielmo ereditò gli altri due titoli divenendo Guglielmo VII duca d'Aquitania e Guglirelmo V, conte di Poitiers, e la madre, Agnese per alcuni anni fu reggente in Aquitania, governando direttamente il ducato.
Nel 1043 la sorella, Agnese (1024-14 dicembre 1077) sposò il duca di Baviera Enrico VI il Nero (1017-1056), re di Germania e futuro imperatore, Enrico III, e re di Borgogna e re d'Italia..
Sempre secondo il Richard, dopo aver preso il governo nelle proprie mani, Guglielmo VII governava con l'aiuto del fratello, Guido-Goffredo.
Nel 1044, come ci riferisce il Chronicon sancti Maxentii Pictavensis, Chroniques des Eglises d'Anjou, sposò Anna, la figlia del conte Adalberto II di Périgord, al suo secondo matrimonio; infatti secondo il documento n° LXXX del Cartulaire de l'abbaye Sainte-Croix de Bordeaux, Archives historiques du département de la Gironde Tome XXVII, datato 1043, inerente ad una donazione, Anna si cita come contessa di Bordeaux (vedova del conte Oddone, dal 1039) e originaria del Perigord.
Nel gennaio 1049, sua madre, Agnese, assieme al marito, Goffredo Martello, fece una donazione al monastero della Trinità a Vendôme, controfirmata, tra gli altri da Guido-Goffredo, che viene definito ancora un fanciullo (Goffredi pueri).
Tra il 1050 ed il 1052, sempre secondo il Richard, però, sua madre, Agnese fu ripudiata, poi il patrigno, Goffredo Martello che era riuscito a farsi annullare il matrimonio per consanguineità, divorziò. Il divorzio viene confermato (divortio autem facto inter Agnetem et comitum Gaufridum) dal documento LXXII del Cartulaire de l'abbaye de Saint-Aubin d'Angers, Tomes I, in cui la contessa Ildegarda, moglie del conte Folco IV d'Angiò, successore di Goffredo Martello, restituì una proprietà al monastero di Saint-Aubin d'Angers.
Nel 1052, Guido Goffredo, sempre secondo Jean Jaurgain, convinse Bernardo II Tumapaler a vendergli (forse forzatamente) il ducato di Guascogna per la cifra di 15.000 soldi (15.000 sols), divenendo così duca di Guascogna. A Bernardo rimase la contea d'Armagnac.
Nel 1053, nel corso dell'invasione del Poitou da parte di Goffredo Martello, che dopo essersi separato da Agnese, era entrato in conflitto con suo fratello Guglielmo VII, Guido-Goffredo, dalla Guascogna, non riuscì ad intervenire tempestivamente, per cui, Guglielmo VII fu costretto a chiedere ed ottenere la pace.
Sempre secondo il Richard, la guerra riprese e, nel 1058, suo fratello, Guglielmo VII morì, di dissenteria, all'assedio di Saumur, dove aveva costretto Goffredo Martello, senza eredi maschi e nei titoli gli subentrò il fratello, il duca di Guascogna, Guido Goffredo] che cambiò il nome Guido Goffredo in Guglielmo, divenendo così Guglielmo VIII duca d'Aquitania e Guglirelmo VI, conte di Poitiers.
In quell'anno (1058), secondo il Chronicon sancti Maxentii Pictavensis, Chroniques des Eglises d'Anjou, Guido Goffredo divorziò da Anna, a causa della consanguineità.
Sempre in quell'anno, Guido Goffredo sposò Matilde (o Marta), che secondo la storico, Patrick Van Kerrebrouck, nel suo Les Capétiens 987-1328, discendeva dalla famiglia dei visconti di Thouars.
Nel 1060 il conte di Tolosa Guglielmo IV attaccò Bordeaux; per rappresaglia Guido Goffredo, assalì ed occupò Tolosa.
Entrò in conflitto con il conte d'Angiò, di Tours e del Maine Goffredo III d'Angiò (1040-1096), nipote e successore di suo patrigno Goffredo II d'Angiò, e dopo che nel 1061 subì una sconfitta alle sorgenti del fiume Boutonne, riuscì nel 1062 ad occupare Saintes e ad avere il controllo della regione della Saintonge, che gli permise di ripristinare il collegamento tra Bordeaux e Poitiers sulla vecchia strada romana.
Verso il 1062, Bernardo II Tumapaler, conte d'Armagnac, si era riappropriato della Guascogna, infatti nel documento n° VII del Cartulaire du prieuré de Saint-Mont, di cui sopra, pur ammettendo di aver venduto il ducato di Guascogna, si cita come duca di Guascogna (Bernardus cognomento Tumapalerius tocius condatus Guasconie comes). Però Guido Goffredo (Guglielmo VIII) reagì e lo sconfisse, presso l'Ardour.
Dopo essere stato sconfitto, Bernardo cedette tutti i suoi poteri ai figli, Gerardo II e Arnoldo-Bernardo e partì per il monastero di Cluny, dove prese i voti e ritornò al monastero di Saint Mont, e, nel 1063, sconfisse il nuovo conte d'Armagnac, Gerardo II riportando la sua autorità su tutta la Guascogna.
Sempre nello stesso anno il Papa Alessandro II indisse la crociata per la liberazione della città spagnola di Barbastro. Guido Goffredo fu col re Ramiro I di Aragona tra i comandanti dell'assedio della città, nel corso del 1064, che, come riporta nel vol. I di A History of the Crusades, Steven Runciman, portò alla sua conquista e alla carneficina della popolazione Mora, ed un discreto bottino ai vincitori. Dopo pochi anni Barbastro verrà nuovamente strappata dai Mori al regno d'Aragona.
La sua politica come quella dei suoi predecessori fu fortemente attratta dagli avvenimenti spagnoli e soprattutto dalla "Reconquista", come ci conferma lo storico francese, Alfred Richard, nel suo Les comtes de Poitou, tome I.
Nel 1068, dopo il mese di maggio (infatti in quel mese, Guido Goffredo sottoscrisse il documento n° LXXXIV del cartolario di Saint-Hilaire de Poitiers, inerente ad una donazione, assieme alla moglie, Matilde), secondo il Chronicon sancti Maxentii Pictavensis, Chroniques des Eglises d'Anjou, Guido Goffredo ripudiò Matilde, ed in quello stesso anno (molto probabilmente dopo la morte della madre, Agnese, che non avrebbe approvato il matrimonio, come riporta lo storico francese, Alfred Richard, nel suo Les comtes de Poitou, tome I), sposò Hildegarda di Borgogna (1050-1104), figlia del duca di Borgogna Roberto I(1011-1076) e di Ermengarda d'Angiò, detta Bianca, figlia di Folco III Nerra (sorella quindi del suo patrigno, Goffredo Martello); Hildegarda di Borgogna era nipote del re di Francia, Enrico I; la genealogia materna di Hildegarda è illustrata a pagina 247 delle Chroniques des Comtes d´Anjou et des Seigneurs d´Amboise.
Hildegarda di Borgogna, in quanto nipote di Goffredo Martello era cugina di 4º grado di Guido Goffredo, per cui il matrimonio ebbe l'opposizione del Papa Alessandro II, che, in un primo tempo, esigeva la loro separazione, ma poi accordò una dispensa, nel 1070, dopo che nel 1069 era stata avviata la costruzione dell'abbazia, Saint-Jean de Montierneuf di Poitiers, a patto che la moglie non apparisse nella vita pubblica di Guido Goffredo.
Dopo il 1074, il legato pontificio, Amato di Oloron, tenne parecchi sinodi in Aquitania e Linguadoca per rendere pubblici i decreti papali ed affermane l'autorità, sollevando opposizioni, specialmente dal basso clero, sull'obbligo del celibato ecclesiastico.
Tra il 1078 ed il 1079, secondo il documento n° XCI del cartolario di Saint-Hilaire de Poitiers, Guido Goffredo, assieme al figlio, Guglielmo, diede una regola per l'ammissione dei canonici all'abbazia di Sant'Ilario, mentre nel documento n° XCII dello stesso cartolario, restituisce all'abbazia una chiesa ingiustamente sottratta dai suoi predecessori.
Guido Goffredo morì, nel castello di Chizé. il 25 settembre 1086, secondo il Breve Chronicon sancti Florentii Salmurensis, Chroniques des Eglises d'Anjou, nel mese di settembre.
Il Chronicon sancti Maxentii Pictavensis, Chroniques des Eglises d'Anjouconferma l'anno della morte e ci informa che gli succedette il figlio Guglielmo, di circa quindici anni, come Guglielmo IX duca d'Aquitania, Guglielmo II, duca di Guascogna e Guglielmo VII, conte di Poitiers.

## Discendenza
Guido Goffredo da Anna, che dopo il divorzio si fece suora, non ebbe figli.
Guido Goffredo da Matilde ebbe una figlia:
- Agnese d'Aquitania[48](1052-1079), che, nel 1069 sposò il re Alfonso VI di Castiglia[49](1040-1109, divenendo regina di Castiglia, León, Asturie e di Galizia); la coppia divorziò il 22 maggio 1077 e, nel 1099, Agnese si sposò, in seconde nozze, come sua seconda moglie, con Elia I del Maine[33].

Guido Goffredo infine ebbe quattro figli da Hildegarda: 
- Guglielmo[48] (1071-1127), duca d'Aquitania, di Guascogna e conte di Poitiers[46],
- Ugo († dopo il 1126), citato in due documenti, uno del 1096[50]. ed un del 1104[33]
- Agnese[48] (?-1097/8), regina d'Aragona e di Navarra, sposò, nel 1086, il re Pietro I di Aragona[48](1068-1104).
- Beatrice d'Aquitania (?-1110), che secondo il Roderici Toletani Archiepiscopi De Rebus Hispaniæ, fu la quinta moglie del re di Castiglia, di Leon, di Asturie e di Galizia, Alfonso VI di Castiglia[51]; il matrimonio fu celebrato, nel 1108[33][47].

Orderico Vitale riporta erroneamente che Agnese d'Aquitania, nel 1099, si sposò, in seconde nozze, come sua seconda moglie, con Elia I, conte del Maine, che in quello stesso anno era rimasto vedovo.
Secondo lo storico Szabolcs de Vajay, Orderico Vitale confuse la prima moglie di Alfonso VI, Agnese, con la quinta moglie, la sorellastra di Agnese, Beatrice, che, dopo essere rimasta vedova, si sposò in seconde nozze.
Guido Goffredo ebbe anche tre figli illegittimi da amanti di cui non si conoscono i nomi e gli ascendenti. Tra cui una figlia:
- Agnese († dopo il 1151), come ci confermano le Europäische Stammtafeln[7], vol II, pag. 76 (non consultate)[33].

## Ascendenza
|                                |                      |                           | Genitori                    |  |  | Nonni |  |  | Bisnonni                   |  |  | Trisnonni           |  |
|                                |                      |                           |                             |  |  |       |  |  | Guglielmo III di Aquitania |  |  | Ebalus di Aquitania |  |
|                                |                      |                           |                             |  |  |       |  |  | Guglielmo III di Aquitania |  |  | Ebalus di Aquitania |  |
|                                |                      | Aremburga                 |                             |  |  |       |  |  | Guglielmo III di Aquitania |  |  |                     |  |
| Guglielmo IV di Aquitania      |                      |                           |                             |  |  |       |  |  | Guglielmo III di Aquitania |  |  |                     |  |
|                                |                      | Gerloc/Adele di Normandia | Rollone                     |  |  |       |  |  |                            |  |  |                     |  |
|                                |                      | Gerloc/Adele di Normandia | Rollone                     |  |  |       |  |  |                            |  |  |                     |  |
|                                |                      | Gerloc/Adele di Normandia | Poppa di Bayeux             |  |  |       |  |  |                            |  |  |                     |  |
| Guglielmo V di Aquitania       |                      | Gerloc/Adele di Normandia |                             |  |  |       |  |  |                            |  |  |                     |  |
|                                |                      | Tebaldo I di Blois        | Tebaldo il Vecchio di Blois |  |  |       |  |  |                            |  |  |                     |  |
|                                |                      | Tebaldo I di Blois        | Tebaldo il Vecchio di Blois |  |  |       |  |  |                            |  |  |                     |  |
|                                |                      | Tebaldo I di Blois        | …                           |  |  |       |  |  |                            |  |  |                     |  |
| Emma di Blois                  |                      | Tebaldo I di Blois        |                             |  |  |       |  |  |                            |  |  |                     |  |
|                                |                      | Liutgarda di Vermandois   | Erberto II di Vermandois    |  |  |       |  |  |                            |  |  |                     |  |
|                                |                      | Liutgarda di Vermandois   | Erberto II di Vermandois    |  |  |       |  |  |                            |  |  |                     |  |
|                                |                      | Liutgarda di Vermandois   | Adele di Francia            |  |  |       |  |  |                            |  |  |                     |  |
| Guglielmo VIII d'Aquitania     |                      | Liutgarda di Vermandois   |                             |  |  |       |  |  |                            |  |  |                     |  |
|                                | Adalberto II d'Ivrea | Berengario II d'Ivrea     |                             |  |  |       |  |  |                            |  |  |                     |  |
|                                | Adalberto II d'Ivrea | Berengario II d'Ivrea     |                             |  |  |       |  |  |                            |  |  |                     |  |
|                                | Adalberto II d'Ivrea | Willa III d'Arles         |                             |  |  |       |  |  |                            |  |  |                     |  |
| Ottone I Guglielmo di Borgogna | Adalberto II d'Ivrea |                           |                             |  |  |       |  |  |                            |  |  |                     |  |
|                                |                      | Gerberga di Châlon        | Lamberto di Châlon          |  |  |       |  |  |                            |  |  |                     |  |
|                                |                      | Gerberga di Châlon        | Lamberto di Châlon          |  |  |       |  |  |                            |  |  |                     |  |
|                                |                      | Gerberga di Châlon        | Adelaide di Châlon          |  |  |       |  |  |                            |  |  |                     |  |
| Agnese di Borgogna             |                      | Gerberga di Châlon        |                             |  |  |       |  |  |                            |  |  |                     |  |
|                                |                      | Rinaldo di Roucy          | …                           |  |  |       |  |  |                            |  |  |                     |  |
|                                |                      | Rinaldo di Roucy          | …                           |  |  |       |  |  |                            |  |  |                     |  |
|                                |                      | Rinaldo di Roucy          | …                           |  |  |       |  |  |                            |  |  |                     |  |
| Ermentrude di Roucy            |                      | Rinaldo di Roucy          |                             |  |  |       |  |  |                            |  |  |                     |  |
|                                |                      | Alberada di Lotaringia    | Gilberto di Lotaringia      |  |  |       |  |  |                            |  |  |                     |  |
|                                |                      | Alberada di Lotaringia    | Gilberto di Lotaringia      |  |  |       |  |  |                            |  |  |                     |  |
|                                |                      | Alberada di Lotaringia    | Gerberga di Sassonia        |  |  |       |  |  |                            |  |  |                     |  |
|                                |                      | Alberada di Lotaringia    |                             |  |  |       |  |  |                            |  |  |                     |  |

### Fonti primarie
- (LA)  Chronicon Santi Maxentii Pictavinis, Chroniques des Eglises d´Anjou.
- (LA)  Chartes et documents pour servir à l'histoire de l'abbaye de Saint-Maixent, Archives historiques du Poitou.
- (LA)  Monumenta Germaniae Historica, Scriptores, tomus IV.
- (LA)  Rerum Gallicarum et Francicarum Scriptires, tomus X.
- (LA)  Cartulaire de l'abbaye de Saint-Aubin d'Angers, Tomes I.
- (LA)  Rodulfi Glabri Historiarum Libri Quinque.
- (LA)  Chroniques des Eglises d´Anjou.
- (LA)  Recueil des Chartes de l'abbaye de Cluny Tome IV.
- (LA)  Cartulaire noir de la cathédrale d angers.
- (LA)  Documents pour l´histoire de l´église de Saint-Hilaire de Poitiers, Mémoires de la société des antiquaires de l'ouest, année 1847.
- (LA)  Orderici Vitalis, Historia Ecclesiastica, tomus unicus.
- (LA)  Archives historiques du département de la Gironde Tome XXVII, année 1892.
- (LA) Recueil des historiens des Gaules et de la France, Tome 12, su gallica.bnf.fr.

### Letteratura storiografica
- Louis Alphen, La Francia nell'XI secolo, in «Storia del mondo medievale», vol. II, 1979, pp. 770–806
- Z. N. Brooke, Gregorio VII e la prima disputa tra impero e papato, in «Storia del mondo medievale», vol. IV, 1979, pp. 353–421
- (FR)  Alfred Richard, Les comtes de Poitou, tome I,.
- (FR, LA)  Halphen, L. & Poupardin, R. Chroniques des Comtes d´Anjou et des Seigneurs d´Amboise.
- (FR) La Vasconie, étude historique et critique, vol I, su archive.org.